# Ixim Khan (Sibèria)
Ixim Khan fou kan del tàtars de Sibèria, en resistència contra Rússia.
Després de la captura d'Ali Khan el 1608, durant uns anys no es parla més dels prínceps xibànides de Sibèria sobre el terreny. Ixim Khan, germà d'Ali Khan, vivia el 1616 amb dos prínceps calmucs, Salbar i Koshur, prop de Semipalàtinsk, a l'Irtix superior quan va atacar les ciutats de Sibèria i Ufa. En aquest temps va escriure per dir que havia intentar oferir la seva submissió als russos. Els arxius d'aquestos l'anomenen tsar, títol que hauria agafat després del 1708, i que seria en realitat kan. La seva oferta de submissió no es va concretar i el 1618 estava aliat als calmucs i va patir severes derrotes a les estepes de l'Irtix i el Tobol, morint un nombre dels seus seguidors tàtars i calmucs i altres foren capturats.
El 1620 Isim, aliat al calmuc Taixa o Saitxak, va anar al llac Xutxie, i va portar la notícia que els calmucs, després d'una greu derrota davant els mongols, fugien a l'oest. Poc després es va casar amb la filla del cap turgut Urlut. En aquest temps els calmucs s'havien estès per totes les estepes occidentals de Sibèria al sud de la frontera russa, que gairebé ocupaven. El 1622 Ishim vivia a Khama Karsgal, al Tobol a set dies de camí de Tiumén. Poc després apareix a la desembocadura del riu Ui prop d'Ufa on havia anat per recuperar a uns tàtars desertors. És la darrera vegada que se l'esmenta.
Probablement mort vers 1625 el va succeir el seu fill Ablai Girim.